# HIM (バンド)

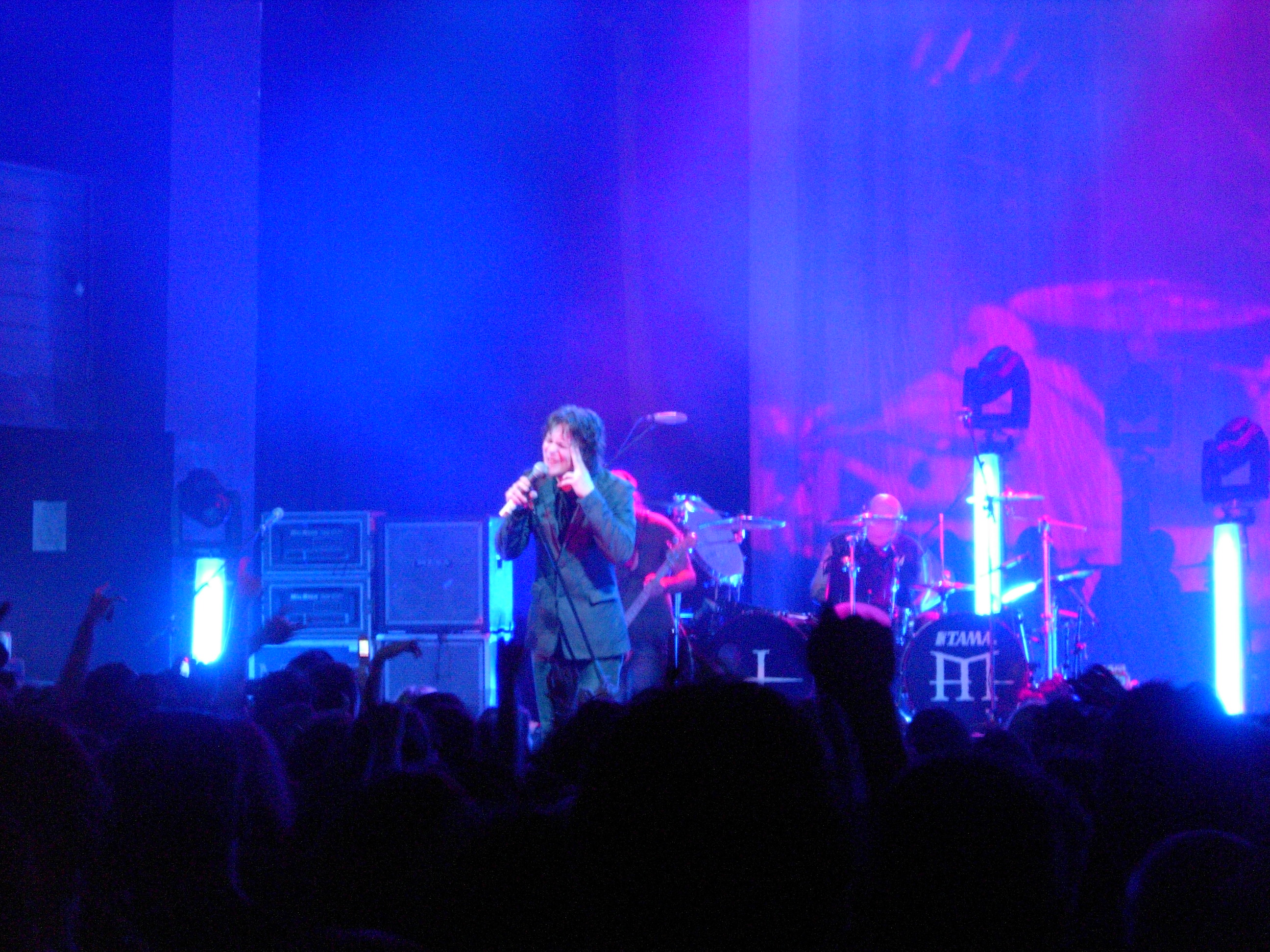
HIM, 2005

HIM (ヒム) は、フィンランドのゴシックロック・バンド。1995年、ヘルシンキにてヴォーカルのヴィレ・ヴァロ(Ville Valo)が結成。ゴシックサウンドを擁したラブメタルを自称する。2005年リリースの5thアルバム、「Dark Light」はRIAAによるゴールドディスク認定を受け、フィンランド出身では初めてアメリカでゴールドディスク認定を受けたバンドである。本国フィンランドではダブルプラチナム、ドイツでもプラチナム認定を受けた「Razorblade Romance」を含む5作品がプラチナム認定されている。

## 概要
His Infernal Majestyの名でブラック・サバスのカバー・バンドとしてスタート。その後バンド名を短縮し、現在のバンド名 HIM となる。日本やアメリカでは同名グループと区別するため H.I.M. という表記も行われている。一時期アメリカでは HER (Her Evil Royalityの略) というバンド名でも活動しており、Razorblade Romance は HER 名義でリリースされたが、既に同名バンドが存在していた為現在は使われていない。
現メンバー
- ヴィレ・ヴァロ（ボーカル）
- リンデ（ギター）
- ミゲ（ベース）
- コスモ（ドラム）
- バートン（キーボード）

旧メンバー
- Juhana Rantala（ドラム）
- Antto Melasniemi（キーボード）
- Zoltan Pluto（キーボード）
- Oki (ギター)
- Gas Lipstick（ドラム）

## ハータグラム
ハータグラムはHIMのトレードマークで、ボーカルのヴィレ・ヴァロが20歳の誕生日の日に考案したものである。HIMはハータグラムを自身のアルバムであるLove Metal、Dark Light、Screamworks: Love in Theory and Practice、XX – Two Decades of Love MetalそしてTears on Tapeのジャケットにも使用している。ジャッカスのメンバーであるバム・マージェラをはじめ多くのファンがハータグラムのタトゥーを入れており、考案者のヴィレ・ヴァロ自身も体に4つのハータグラムのタトゥーを入れている。

## 作品
スタジオアルバム
- Greatest Lovesongs Vol. 666

1997.11.20発売　日本盤2006.02.22発売(BMGJAPAN 現Sony Music)
- Razorblade Romance

1999.12.19発売　日本盤2006.02.22発売(BMGJAPAN 現Sony Music)
- Deep Shadows And Brilliant Highlights

2001.08.27発売　日本盤2006.02.22発売(BMGJAPAN 現Sony Music)
- Love Metal

2003.04.14発売　日本盤2006.02.22発売(BMGJAPAN 現Sony Music)
- Dark Light

2005.09.26発売　日本盤2005.10.26発売(Warner Music Japan)
- Venus Doom

2007.09.14発売　日本盤2007.09.26発売(Warner Music Japan)
- Screamworks: Love in Theory and Practice

2010.02.09発売　日本盤2010.02.10発売(Warner Music Japan)
- Tears on Tape

2013.04.26発売　日本盤2013.04.26発売(Universal Music Japan)
EP
- This Is Only the Beginning

1995年発売
- 666 Ways to Love: Prologue

1996.10.16発売
ライヴアルバム
- Digital Versatile Doom

2008.04.29発売
コンピレーションアルバム
- The Single Collection

2002.10.07発売
- And Love Said No - The Greatest Hits 1997-2004

2004.03.15発売　日本盤2005.10.26発売(BMGJAPAN 現Sony Music)
- Uneasy Listening Vol. 1

2006.10.27発売
- Uneasy Listening Vol. 2

2007.04.20発売
- XX – Two Decades of Love Metal

2012.10.26発売
- SWRMXS

2010.12.07発売
- Lashes to Ashes, Lust to Dust: A Vinyl Retrospective '96-'03

2014.11.25発売

## 日本公演
- 2005.8.13  大阪 SUMMER SONIC 05
- 2005.8.14  東京 SUMMER SONIC 05
- 2006.3.17  東京 O-EAST
- 2006.3.18  大阪 心斎橋 CLUB QUATTRO
- 2015.11.16  東京 ZEPP TOKYO  VAMPS JOINT 666
- 2015.11.18  東京 ZEPP TOKYO  VAMPS JOINT 666
- 2015.11.19  東京 ZEPP TOKYO  VAMPS JOINT 666